# Construcción para un encuentro
L'escultura urbana coneguda pel nom Construcción para un encuentro, ubicada en un dels extrems del passeig de La Losa de Renfe (Oviedo), a la rodalia del carrer Independencia, a la ciutat d'Oviedo, Principat d'Astúries, Espanya (la qual cosa és perfecta per a la finalitat que l'autora pretenia amb l'obra, interaccionar amb cada ciutadà), és una de les més d'un centenar que adornen els carrers de l'esmentada ciutat espanyola.
El paisatge urbà d'aquesta ciutat, es veu adornat per obres escultòriques, generalment monuments commemoratius dedicats a personatges d'especial rellevància en un primer moment, i més purament artístiques des de finals del segle xx.
L'escultura, feta d'acer corten, és obra de Mayte Alonso, i està datada 2008.
Aquesta escultura va ser premiada el 2007 en la primera edició del Premi Internacional Sacejo d'Escultura que atorga l'empresa Sacejo Construccions i Promocions (SCP). Aquesta empresa va donar l'escultura a la ciutat d'Oviedo, amb la intenció d'homenatjar amb això, els professionals de la construcció.
Es tracta d'una singular obra composta per diversos arcs entrecreuats d'acer corten amb sis potes sobre les quals recolzar-se, que s'eleva a penes del sòl, sobre una plataforma, de pedra calcària blanca, com un templet, amb la seva ombra impresa al sòl, tallada en marbre negre. Mayte Alonso la considera que l'obra evoca la típica mina del paisatge d'Astúries. El pedestal sobre el qual se sustenta l'escultura presenta inscripcions en tots els seus laterals:"CONSTRUCCIÓN PARA UN ENCUENTRO" - AUTORA: MAYTE ALONSO", "CIMENTARON LA TIERRA E HICIERON CAMINOS, ECHARON RAÍCES Y EN ELLAS FUNDIERON ILUSIONES, CREATIVIDAD, ESFUERZO Y... VIDA", "A LOS PROFESIONALES DE LA CONSTRUCCIÓN" y "ERIGIDO POR INICIATIVA Y PATROCINIO DE SACEJO (SCP) Y CEDIDO A LA CIUDAD DE OVIEDO SIENDO SU ALCALDE DON GABINO DE LORENZO FERRERA - MAYO 2008”. Que traduït diu: "CONSTRUCCIÓ PER UNA TROBADA" - AUTORA: MAYTE ALONSO "," CONSOLIDAREN LA TERRA I VAN FER CAMINS, VAN FER ARRELS I EN ELLES VAN FONDRE IL·LUSIONS, CREATIVITAT, ESFORÇ I. .. VIDA "," ALS PROFESSIONALS DE LA CONSTRUCCIÓ" i "ERIGIT PER INICIATIVA I PATROCINI DE SACEJO (SCP) I CEDIT A LA CIUTAT D'OVIEDO SENT EL SEU ALCALDE DON GABINO DE LORENZO FERRERA - MAIG 2008 "